# Странский, Георги Иванов
Георги (Георгий) Иванов (Иванович) Странский (болг. Георги Иванов Странски; 13 августа 1847, Калофер, Пловдивская область, Болгария — 17 января 1904, София, Болгария) — болгарский медик и политический деятель.

## Биография
Георги Странский родился 13 августа 1847 года. Учился медицине в университете Бухареста.
Принимал участие в качестве врача в сербско-турецкой и русско-турецкой войнах. 
В 1879 году Странский был членом тырновского народного собрания, где принадлежал к Народно-либеральной партии; затем поселился в Филиппополе, где играл довольно видную роль в политике; при Алеко-паше был (1880—1882) директором финансов. 
Во время подготовки к перевороту 6 сентября 1885 года был одним из участников заговора. Когда Крестович-паша был низвергнут, то вошел в состав временного правительства и даже стал его председателем, хотя не играл первой роли ни среди деятелей заговора до переворота, ни во временном правительстве после переворота: эта роль скорее принадлежала Захарию Стоянову. После присоединения Восточной Румелии к Болгарии Странский поселился в Софии. 
В 1887—1890 годах Георги Иванов Странский был министром иностранных дел в кабинете Стефана Стамболова. 
В 1893 году Г. Странский стал одним из основателей, а потом деятельным сотрудником враждебной Стамбулову газеты «Свободно слово»; позднее участвовал в радославистской газете «Народни право». 
В 1898 году самоустранился от политической деятельности.
Георги Иванов Странский умер 17 января 1904 года в городе Софии.